# Чкалово (Красногвардейский район)
Чка́лово (до 1948 года Бию́к-Карджа́в; укр. Чкалове, крымскотат. Büyük Qarcav, Буюк Къарджав) — исчезнувшее село в Красногвардейском районе Республики Крым, располагавшееся на северо-западе района, в степном Крыму, примерно в 1,5 км к северо-западу от села Клепинино.

## История
Первое документальное упоминание села встречается в Камеральном Описании Крыма… 1784 года, судя по которому, в последний период Крымского ханства Биюк-Корджав, записанный, как Карджав, входил в Караул кадылык Перекопского каймаканства. После присоединения Крыма к России (8) 19 апреля 1783 года, (8) 19 февраля 1784 года, именным указом Екатерины II сенату, на территории бывшего Крымского Ханства была образована Таврическая область и деревня была приписана к Перекопскому уезду. После Павловских реформ, с 1796 по 1802 год, входила в Перекопский уезд Новороссийской губернии. По новому административному делению, после создания 8 (20) октября 1802 года Таврической губернии, Корджав был включён в состав Кокчора-Киятской волости Перекопского уезда.
По Ведомости о всех селениях в Перекопском уезде состоящих с показанием в которой волости сколько числом дворов и душ… от 21 октября 1805 года в деревне Карджав числилось 26 дворов, 236 жителей, крымских татар и 1 ясыр. На военно-топографической карте генерал-майора Мухина 1817 года обозначена деревня Биюк-Корджав (как Отар коржав) с 30 дворами. После реформы волостного деления 1829 года селение, согласно «Ведомости о казённых волостях Таврической губернии 1829 года», осталась в составе Кокчора-Киятской волости. На карте 1836 года в деревне 42 двора, как и на карте 1842 года.
В 1860-х годах, после земской реформы Александра II, деревню включили в состав Айбарской волости. В «Списке населённых мест Таврической губернии по сведениям 1864 года», составленном по результатам VIII ревизии 1864 года, Биюк-Карджав — владельческая татарская деревня с 10 дворами и 33 жителями при безъименной балке. По обследованиям профессора А. Н. Козловского начала 1860-х годов, вода в колодцах деревни была пресная, а их глубина составляла 10—15 саженей (21—32 м). Вследствие эмиграции крымских татар, особенно массовой после Крымской войны 1853—1856 годов, в Турцию, деревня заметно опустела и на трезверстовой карте Шуберта 1865—1876 года Биюк-Карджав — хутор с 1 двором. В «Памятной книге Таврической губернии 1889 года» по результатам Х ревизии 1887 года записан Биюк-Корджав Григорьевской волости, также с 1 двором и 8 жителями.
После земской реформы 1890 года, Биюк-Корджав отнесли к Александровской волости, а в конце XIX века бывшую деревню заселили немецкие колонисты. По «…Памятной книжке Таврической губернии на 1900 год» в деревне числилось 38 жителей в 5 дворах. По Статистическому справочнику Таврической губернии. Ч.II-я. Статистический очерк, выпуск пятый Перекопский уезд, 1915 год, в деревне Биюк-Караджав Александровской волости Перекопского уезда числилось 8 дворов (все дворы с землёй) с немецким населением в количестве 30 человека приписных жителей и 19 — «посторонних», из которых 45 мужчин и 31 женщина. Жители владели 2060 десятинами удобной земли. В хозяйствах имелось 90 лошадей, 136 волов, 51 корова и 63 головы мелкого скота.
После установления в Крыму Советской власти и учреждения 18 октября 1921 года Крымской АССР, в составе Джанкойского уезда был образован Курманский район, в состав которого включили село. В 1922 году уезды получили название округов. 11 октября 1923 года, согласно постановлению ВЦИК, в административное деление Крымской АССР были внесены изменения, в результате которых был ликвидирован Курманский район и село включили в состав Джанкойского. Согласно Списку населённых пунктов Крымской АССР по Всесоюзной переписи 17 декабря 1926 года, в селе Биюк-Корджав, Ишунского (немецкого) сельсовета Джанкойского района, числилось 15 дворов, из них 12 крестьянских, население составляло 106 человек, из них 85 немцев и 21 украинец, действовала немецкая школа. Постановлением Президиума КрымЦИКа «Об образовании новой административной территориальной сети Крымской АССР» от 26 января 1935 года был создан немецкий национальный (лишённый статуса национального постановлением Оргбюро ЦК КПСС от 20 февраля 1939 года) Тельманский район (с 14 декабря 1944 года — Красногвардейский) и Ташлы-Кипчак включили в его состав. Вскоре после начала Великой Отечественной войны, 18 августа 1941 года крымские немцы были выселены, сначала в Ставропольский край, а затем в Сибирь и северный Казахстан.
После освобождения Крыма от фашистов, 12 августа 1944 года было принято постановление № ГОКО-6372с «О переселении колхозников в районы Крыма» по которому в район из областей Украины и России переселялись семьи колхозников, а в начале 1950-х годов последовала вторая волна переселенцев из различных областей Украины. С 25 июня 1946 года Биюк-Корджав в составе Крымской области РСФСР. Указом Президиума Верховного Совета РСФСР от 18 мая 1948 года, Биюк-Корджав переименовали в Чкалово. 26 апреля 1954 года Крымская область была передана из состава РСФСР в состав УССР. Время включения в Александровский сельсовет (в котором село состоит всю дальнейшую историю) пока не установлено: на 15 июня 1960 года село уже числилось в его составе. Упразднено решением Крымского облисполкома от 16 сентября 1986 года.

### Динамика численности населения
| - 1805 год — 237 чел. - 1864 год — 33 чел. - 1889 год — 8 чел. | - 1900 год — 38 чел. - 1915 год — 30/19 чел. - 1926 год — 106 чел. |